# Едд
Ед, Едд — місто в еритрейській провінції Дебубаві-Кей-Бахрі.

## Географія
Едд розташований на південному сході країни на узбережжі Червоного моря.

### Клімат
Місто знаходиться у зоні, котра характеризується кліматом тропічних пустель. Найтепліший місяць — липень із середньою температурою 34 °C (93.2 °F). Найхолодніший місяць — січень, із середньою температурою 26 °С (78.8 °F).
| Клімат Едда             | Клімат Едда | Клімат Едда | Клімат Едда | Клімат Едда | Клімат Едда | Клімат Едда | Клімат Едда | Клімат Едда | Клімат Едда | Клімат Едда | Клімат Едда | Клімат Едда | Клімат Едда |
| Показник                | Січ.        | Лют.        | Бер.        | Квіт.       | Трав.       | Черв.       | Лип.        | Серп.       | Вер.        | Жовт.       | Лист.       | Груд.       | Рік         |
| Середня температура, °C | 26          | 26,5        | 28,2        | 30,2        | 31,6        | 33,2        | 34          | 33,6        | 32,3        | 30,4        | 28,3        | 26,5        | 30,1        |
| Норма опадів, мм        | 10          | 8.3         | 8.3         | 7.5         | 2.8         | 1           | 16.9        | 15.8        | 3.4         | 3.1         | 7.7         | 12.5        | 97.3        |
| Днів з опадами          | 0,9         | 0,6         | 0,5         | 0,4         | 0,8         | 1,4         | 2,2         | 2,6         | 1,7         | 0,9         | 0,2         | 0,6         | 12,8        |
| Вологість повітря, %    | 78.3        | 76.3        | 75.4        | 75.5        | 73          | 63.4        | 60.9        | 64.6        | 71.3        | 74.3        | 75.6        | 78.2        | 72.2        |
| ----------------------- | ----------- | ----------- | ----------- | ----------- | ----------- | ----------- | ----------- | ----------- | ----------- | ----------- | ----------- | ----------- | ----------- |
| Джерело: Weatherbase    |             |             |             |             |             |             |             |             |             |             |             |             |             |